# Janeiro de Cima e Bogas de Baixo
Janeiro de Cima e Bogas de Baixo (oficialmente: União das Freguesias de Janeiro de Cima e Bogas de Baixo) é uma freguesia portuguesa do município do Fundão, com 46,36 km² de área e 425 habitantes (censo de 2021). A sua densidade populacional é 9,2 hab./km².

## História
Foi constituída em 2013, no âmbito de uma reforma administrativa nacional, pela agregação das antigas freguesias de Janeiro de Cima e Bogas de Baixo e tem a sede em Janeiro de Cima.

## Demografia
A população registada nos censos foi:
| Distribuição da População por Grupos Etários | Distribuição da População por Grupos Etários | Distribuição da População por Grupos Etários | Distribuição da População por Grupos Etários | Distribuição da População por Grupos Etários | Distribuição da População por Grupos Etários |
| -------------------------------------------- | -------------------------------------------- | -------------------------------------------- | -------------------------------------------- | -------------------------------------------- | -------------------------------------------- |
| Antes da agregação                           |                                              |                                              |                                              |                                              |                                              |
| Ano                                          | 0-14 anos                                    | 15-24 anos                                   | 25-64 anos                                   | >= 65 anos                                   | Total                                        |
| 2001                                         | 52                                           | 74                                           | 259                                          | 242                                          | 627                                          |
| 2011                                         | 37                                           | 25                                           | 197                                          | 241                                          | 500                                          |
| Após a agregação                             |                                              |                                              |                                              |                                              |                                              |
| Ano                                          | 0-14 anos                                    | 15-24 anos                                   | 25-64 anos                                   | >= 65 anos                                   | Total                                        |
| 2021                                         | 19                                           | 32                                           | 132                                          | 242                                          | 425                                          |